# داستان‌های واقعی
داستان‌های واقعی (انگلیسی: True Stories) Trueفیلمی کمدی، هجوآمیز و موزیکال آمریکایی به کارگردانی دیوید بیرن در سال ۱۹۸۶ است که در آن جان گودمن، سووسی کورتز و اسپالدینگ گری بازی می‌کنند. اکثر موسیقی فیلم توسط Talking Heads تأمین می‌شود. یک آلبوم موسیقی متن، تحت عنوان Sounds from True Stories، شامل آهنگ‌هایی از Byrne , Talking Heads , Terry Allen و The Panhandle Mystery Band و دیگران بود. تقریباً در همان زمان، Talking Heads آلبومی را با عنوان True Stories، متشکل از ضبط‌های استودیویی آهنگ‌های موجود در فیلم ، منتشر کرد.
True Stories در سال ۱۹۸۶ توسط برادران وارنر در ایالات متحده، کانادا، ایتالیا و سوئد منتشر شد و سال بعد با محدودیت اکران در جاهای دیگر روبرو شد. کنترل بسیار خلاقانه ای بر جهت کار فیلمبرداری به بیرن داده شد، که بیشتر به دلیل موفقیت اصلی فیلم کنسرت Talking Heads در سال ۱۹۸۴ بود که جلوی ایجاد حس را گرفت.